# Nowy Sad
Nowy Sad (serb. / chorw. / rum. Novi Sad, Нови Сад, węg. Újvidék, słow. Nový Sad, niem. Neusatz (an der Donau), łac. Neoplanta) – miasto w północnej Serbii, stolica Wojwodiny i okręgu południowobackiego, siedziba miasta Nowy Sad. Stanowi ważne centrum gospodarcze i kulturalne. Jugosłowiańskie miasto-bohater. Położony nad Dunajem, u wylotu kanału Dunaj-Cisa-Dunaj (kanał DTD). Europejska Stolica Kultury 2021.
Przez Serbów Nowy Sad jest często nazywany Serbskimi Atenami (Srpska Atina).

## Historia
Założony w końcu XVII wieku jako osiedle związane z budową Twierdzy Petrovaradin, swoją nazwę obecną otrzymał 1 lutego 1748 roku, kiedy mieszkańcy kupili na dworze w Wiedniu status wolnego miasta królewskiego za kwotę 95 tysięcy forintów. Już pod koniec XVIII wieku znajdował się w nim browar, fabryka jedwabiu i zakład tytoniowy.
Od 1826 działa w nim nieprzerwanie „Matica srpska” instytucja edukacyjna z gazetą o najdłuższym stażu w Europie.
W 1849 roku Nowy Sad był po raz pierwszy bombardowany i ocalało tylko 808 z 2812 budynków. W 1892 roku miała miejsce epidemia cholery wywołana złą jakością wody pitnej.
Do 1918 roku i w trakcie II wojny światowej, od 1941 do 1945 roku w granicach Węgier. Podczas węgierskich rządów doszło w 1942 roku do masakry ludności serbskiej i żydowskiej w mieście i jego okolicach.
W okresie po II wojnie światowej teren miasta uległ znacznemu powiększeniu, w tym poprzez zasypanie bagnistych terenów otaczających przez wieki twierdzę. W 1999 bombardowania NATO zniszczyło wszystkie trzy mosty i główne wodociągi przeprowadzone pod nimi, które zostały później odbudowane.

## Gospodarka
W mieście rozwinął się przemysł maszynowy, elektrotechniczny, środków transportu, włókienniczy, chemiczny, porcelanowy oraz drzewny.

## Charakterystyka
Miasto jest wielokulturowe – poza Serbami zamieszkują je Węgrzy i Rusini; działa też wielojęzyczne radio. Uniwersytet w Nowym Sadzie ma ponad 43 000 studentów, a wykłady są umożliwione i w językach obcych. W Nowym Sadzie działają szkoły języka serbskiego dla cudzoziemców, zarówno uniwersyteckie, jak i samodzielne (Azbukum). W Synagodze w Nowym Sadzie odbywają się koncerty filharmoniczne.
Obecnie jest to bardzo szybko rozwijające się miasto, powstaje wiele nowych budynków, odbudowano także zniszczone w 1999 roku mosty, wzmaga się ruch turystyczny.
W pobliżu Nowego Sadu znajduje się niskie pasmo górskie Fruška gora, na którego terenie założono park narodowy. Na teren parku można dojechać autobusami podmiejskimi. Od ponad 20 lat w każdą niedzielę organizowany jest maraton górski. Impreza jest organizowana przez towarzystwo górskie „Železničar” dla miłośników turystyki górskiej.
W mieście znajduje się stacja kolejowa Novi Sad.

## Kultura
W XIX wieku Nowy Sad był stolicą serbskiej kultury. W owym czasie miasto zamieszkiwane było przez wielu serbskich pisarzy, poetów, prawników i publicystów. Z Nowym Sadem związani byli m.in. Vuk Karadžić, Mika Antić i Đura Jakšić. Macierz Serbska (Matica srpska), najstarsza instytucja kulturalno-naukowa Serbii, została przeniesiona z Budapesztu do miasta w 1864 roku. Instytucja zawiera bibliotekę (Biblioteka Macierzy Serbskiej) z ponad 800 000 woluminów. Serbski Teatr Narodowy, najstarszy profesjonalny teatr wśród Słowian południowych, został założony w Nowym Sadzie w 1861 roku.
Nowy Sad jest dzisiaj drugim ośrodkiem kulturalnym Serbii (po Belgradzie). Odbywa się tu wiele ważnych imprez kulturalnych. Od 2000 roku miasto jest gospodarzem Festiwal EXIT, największego letniego festiwalu muzyki w regionie. Ponadto miasto gości jedyny festiwal teatru alternatywnego w Serbii, Gry Dzieci Zmaj. Wśród organizowanych imprez są również Międzynarodowy Festiwal Literatury, Sterijino pozorje oraz Novi Sad Jazz Festival. Oprócz Serbskiego Teatru Narodowego, do najbardziej znanych teatrów zaliczają się również Teatr Młodzieży, Centrum Kultury w Nowym Sadzie oraz Teatr w Nowym Sadzie. Wiele imprez kulturalnych organizowanych jest również przez Synagogę. Inne ośrodki kultury to Offset Serbskiej Akademii Nauki i Sztuki, Biblioteka Miejska i Azbukum. Miasto jest także domem dla instytucji kulturalnych Wojwodiny: Akademii Nauk i Sztuk oraz Archiwum Wojwodiny.
Z Nowego Sadu pochodzi też zespół Pekinška Patka, który szerszą sławę uzyskał w czasach SFR Jugosławii, a którego albumy były wydawane przez największą w kraju wytwórnię Jugoton.
Miasto posiada kilka muzeów i galerii publicznych i prywatnych. Najbardziej znanym muzeum w mieście jest Muzeum Wojwodiny, założone przez Macierz Serbską w 1847 roku, mieszczące stałą kolekcję historyczną serbskiej kultury i życia w Wojwodinie.
Największa galeria w mieście należąca do Macierzy Serbskiej, Galeria Sztuk Pięknych, posiada jeden z największych zbiorów sztuki serbskiej od 1900 do 1970 roku.
W październiku 2016 miasto zostało wybrane Europejską Stolicą Kultury 2021.

## Oświata
Novi Sad jest jednym z najważniejszych ośrodków szkolnictwa wyższego i badań w Serbii. W mieście znajdują się dwa uniwersytety i siedem wydziałów prywatnych. Największa uczelnia w mieście to Uniwersytet w Nowym Sadzie z około 38 000 studentów i 2700 w pracowników naukowych. Została założona w 1960 roku i składa się z 9 wydziałów, z których 7 znajduje się w nowoczesnym kampusie uczelni.
W Nowym Sadzie istnieje 36 szkół podstawowych (33 regularne i 3 specjalne) w których uczy się 26.000 uczniów. System nauczania składa się z 11 szkół zawodowych i 4 liceum uczęszczanych przez 18 000 uczniów.

## Turystyka

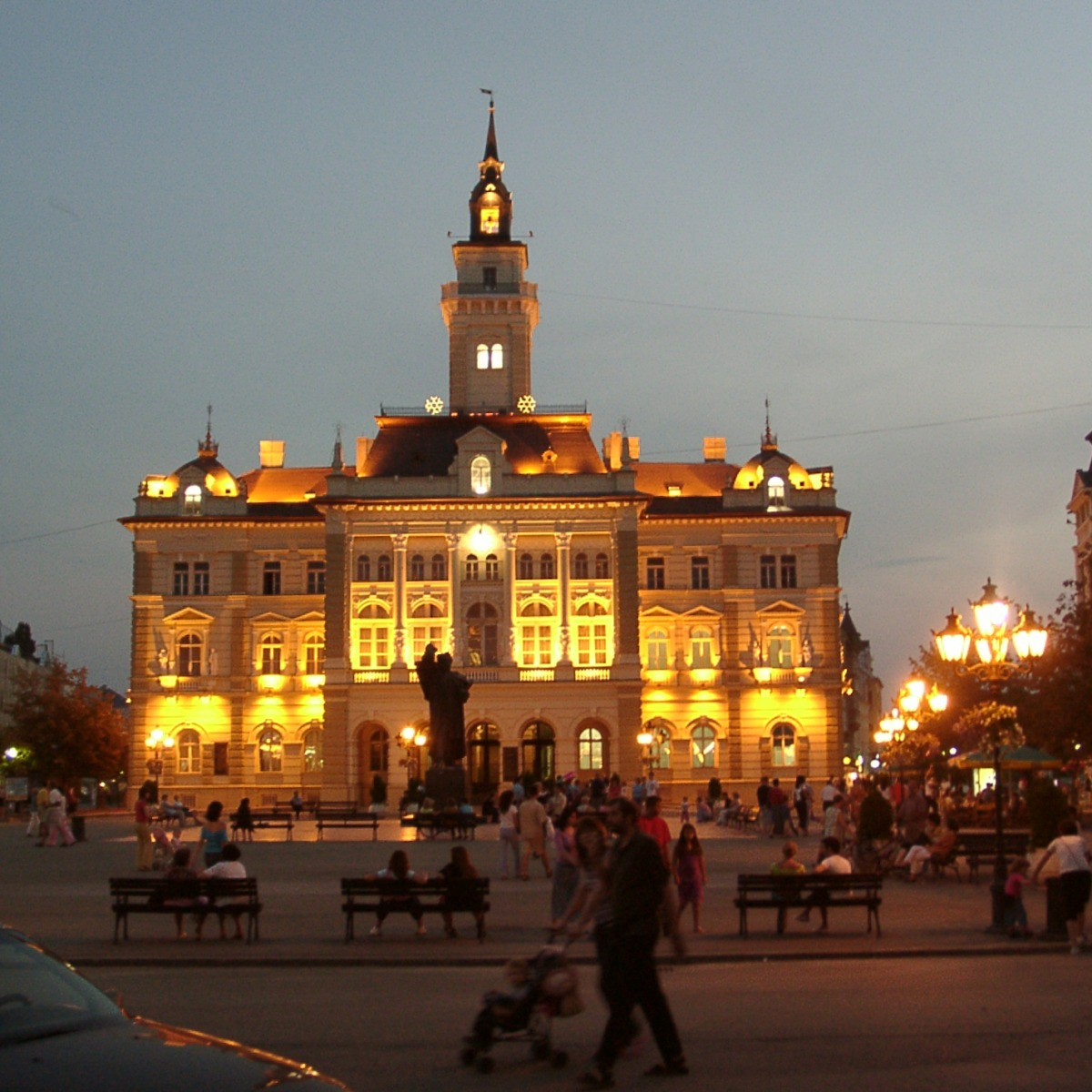
Ratusz wieczorem

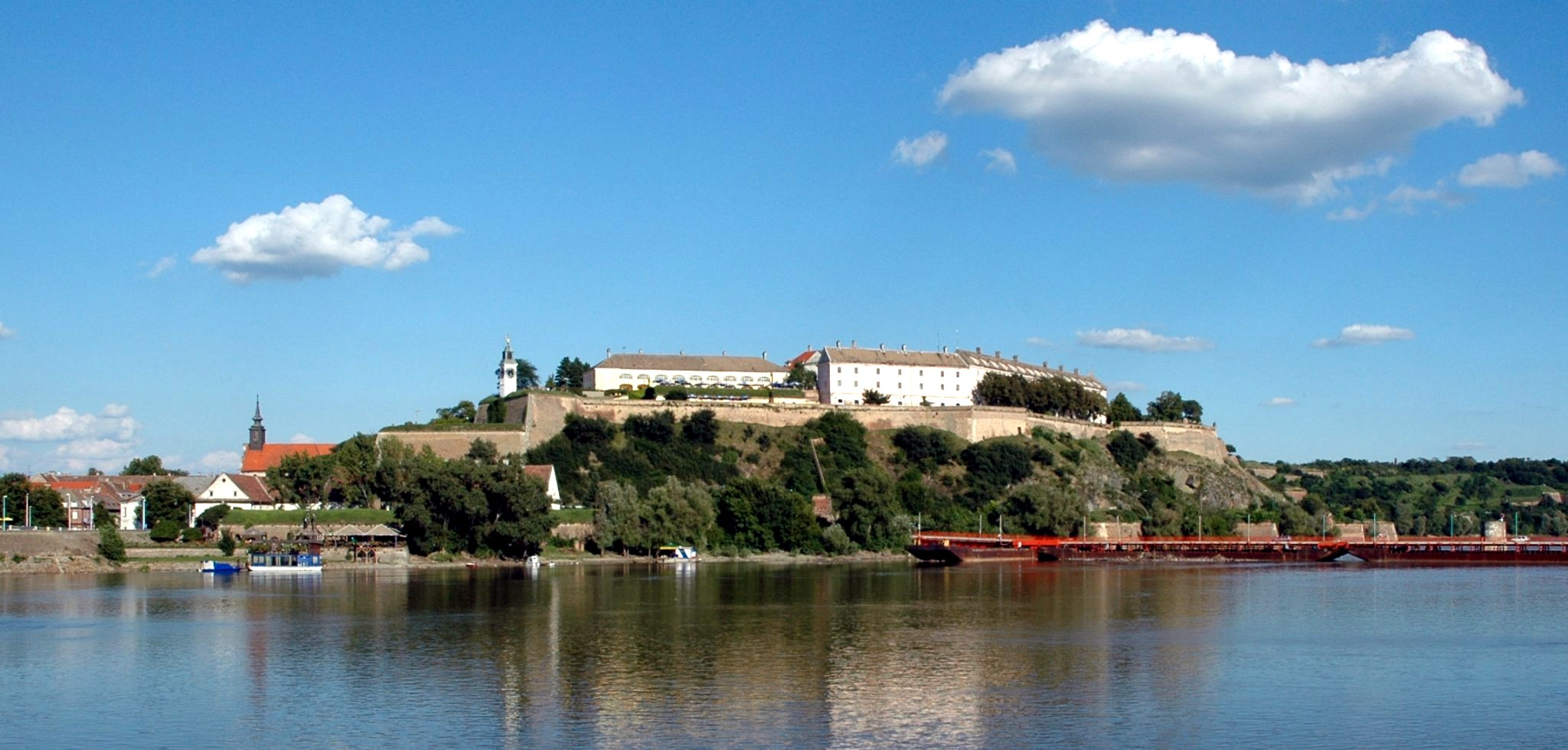
Twierdza Petrovaradin

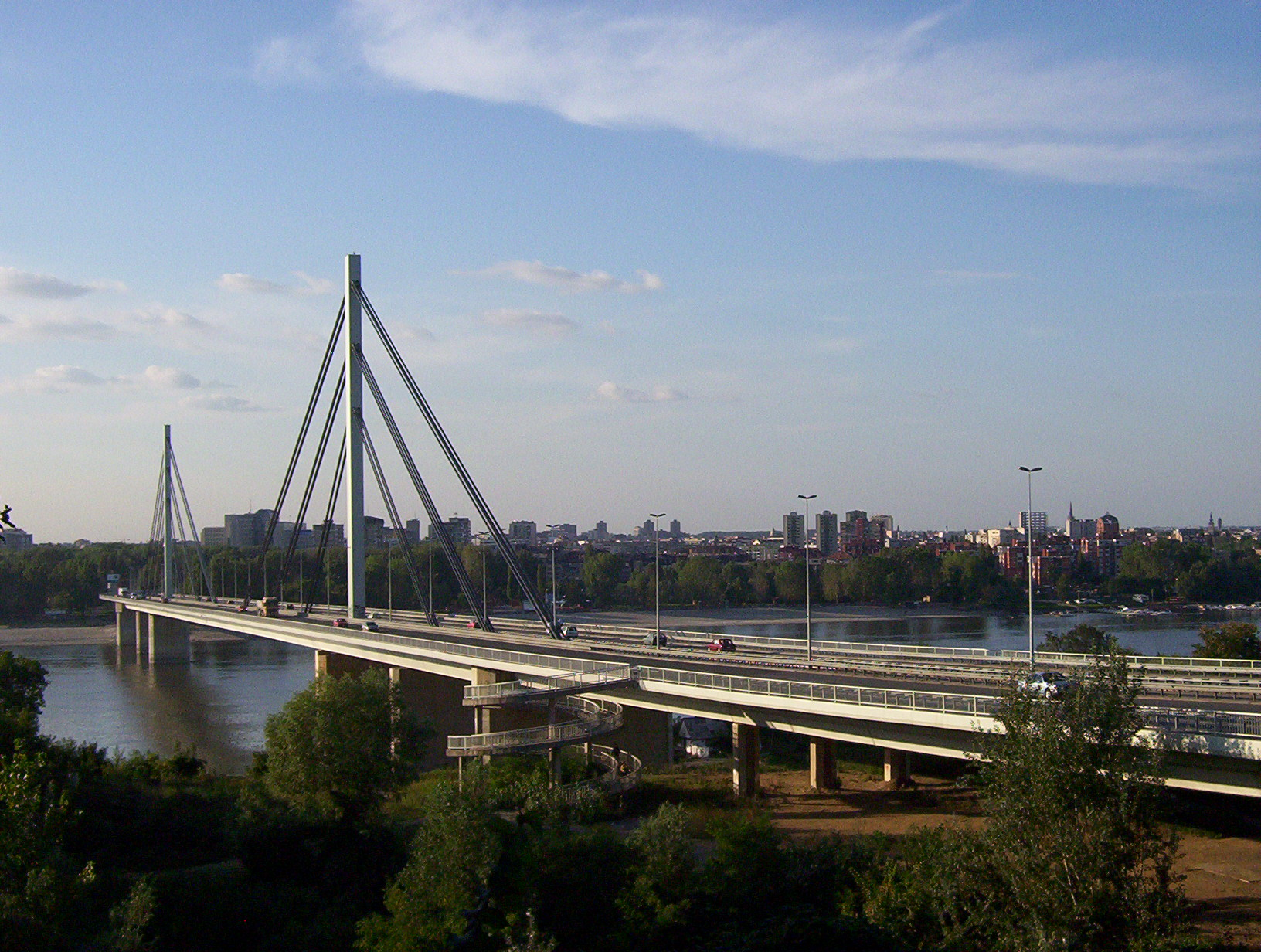
Most Wolności

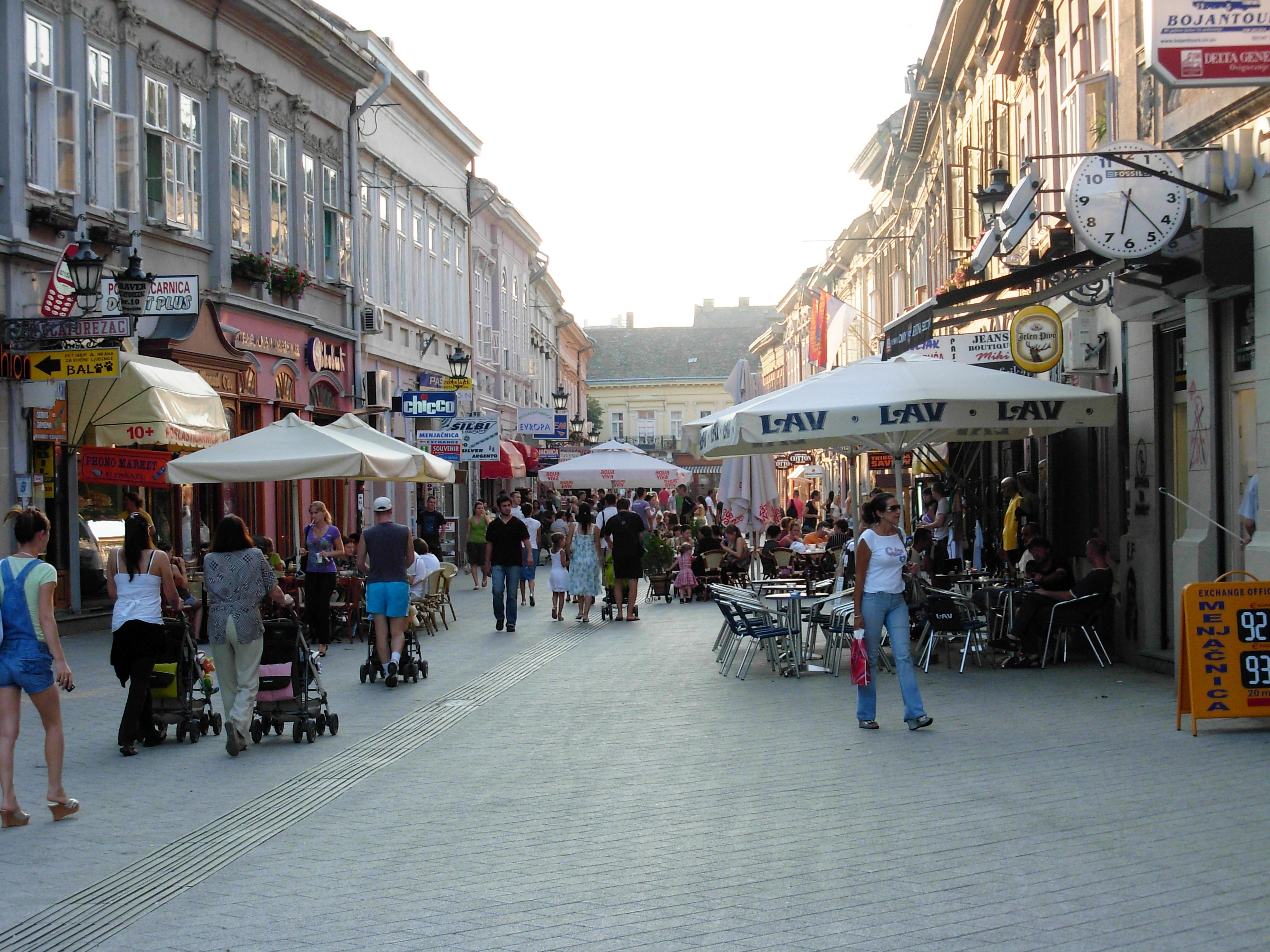
Ulica Dunajska

Od 2000 roku liczba turystów przyjeżdżających do Nowego Sadu ciągle wzrastała. Co roku na początku lipca podczas Festiwalu EXIT miasto odwiedza wielu młodych ludzi z całej Europy. W 2005 r. było ich ponad 150 000.
W maju w mieście odbywają się największe targi rolne w regionie, w 2005 roku odwiedzone przez 600 000 osób.
W pobliżu Varadinskiego mostu znajduje się port turystyczny goszczący statki wycieczkowe z całej Europy. Ponadto w mieście organizowane są rejsy po Dunaju.
Najbardziej znaną atrakcją turystyczną Nowego Sadu jest górująca nad miastem twierdza Petrovaradin (w rzeczywistości znajduje się ona w odrębnej miejscowości o tej samej nazwie, po drugiej stronie Dunaju) oraz zabytkowa dzielnica miasta Stari Grad, z wieloma zabytkami, muzeami, kawiarniami, restauracjami i sklepami. Znajduje się tam wiele zabytkowych świątyń prawosławnych, katolickich, greckokatolickich, ewangelickich i innych, a także synagoga.
Muzea i galerie:
- Muzeum miasta Nowy Sad
- Muzeum Wojwodiny
- Muzeum Sztuki Współczesnej Wojwodiny
- Galerija Matice srpske – pokazuje współczesną sztukę serbską.

Około 20 km od centrum miasta znajduje się Park Narodowy Fruška Gora.

## Miasta partnerskie
- Dortmund, Niemcy
- Timișoara, Rumunia
- Modena, Włochy
- Norwich, Wielka Brytania
- Iliupoli, Grecja
- Changchun, ChRL
- Campinas, Brazylia
- Budva, Czarnogóra

## Galeria

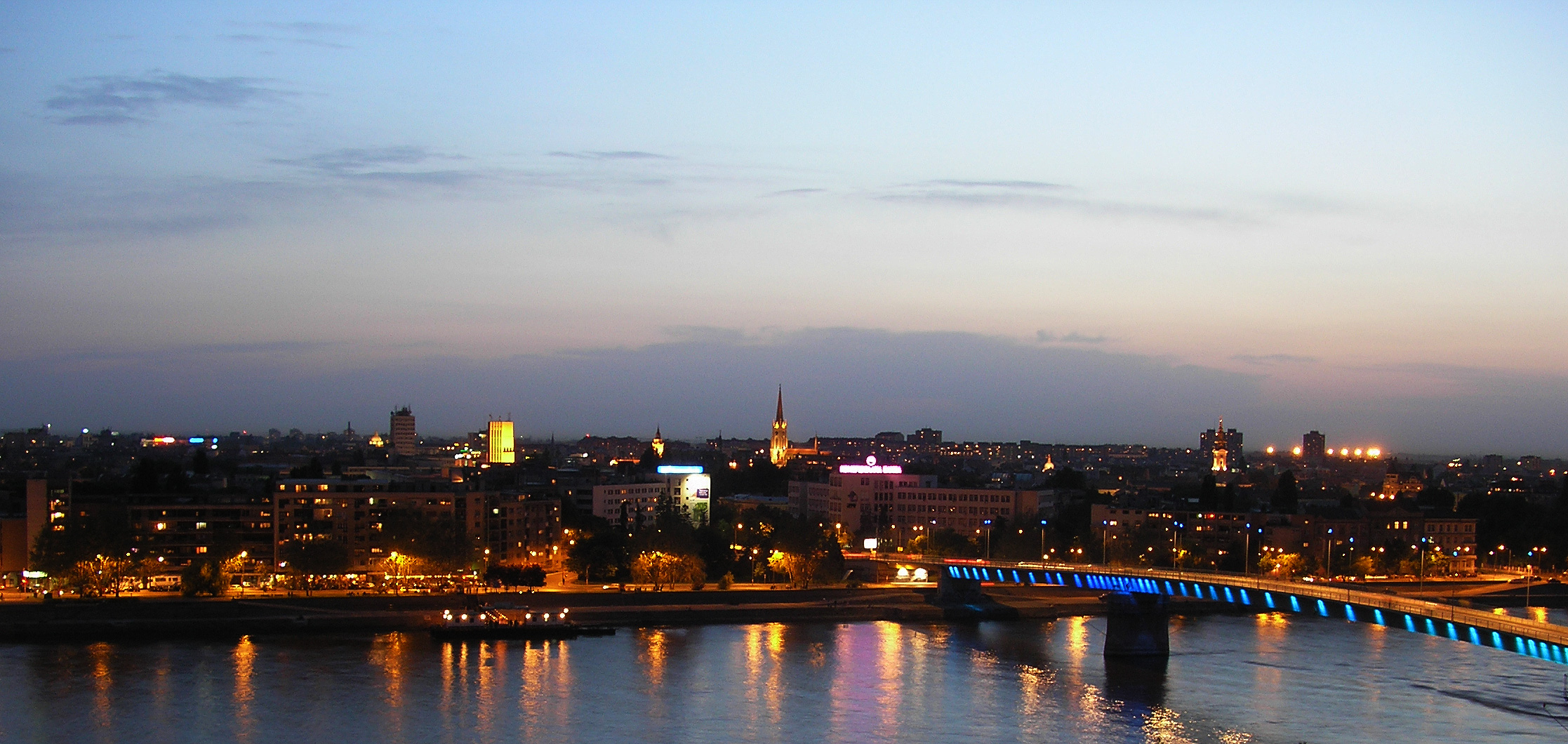
Panorama Nowego Sadu
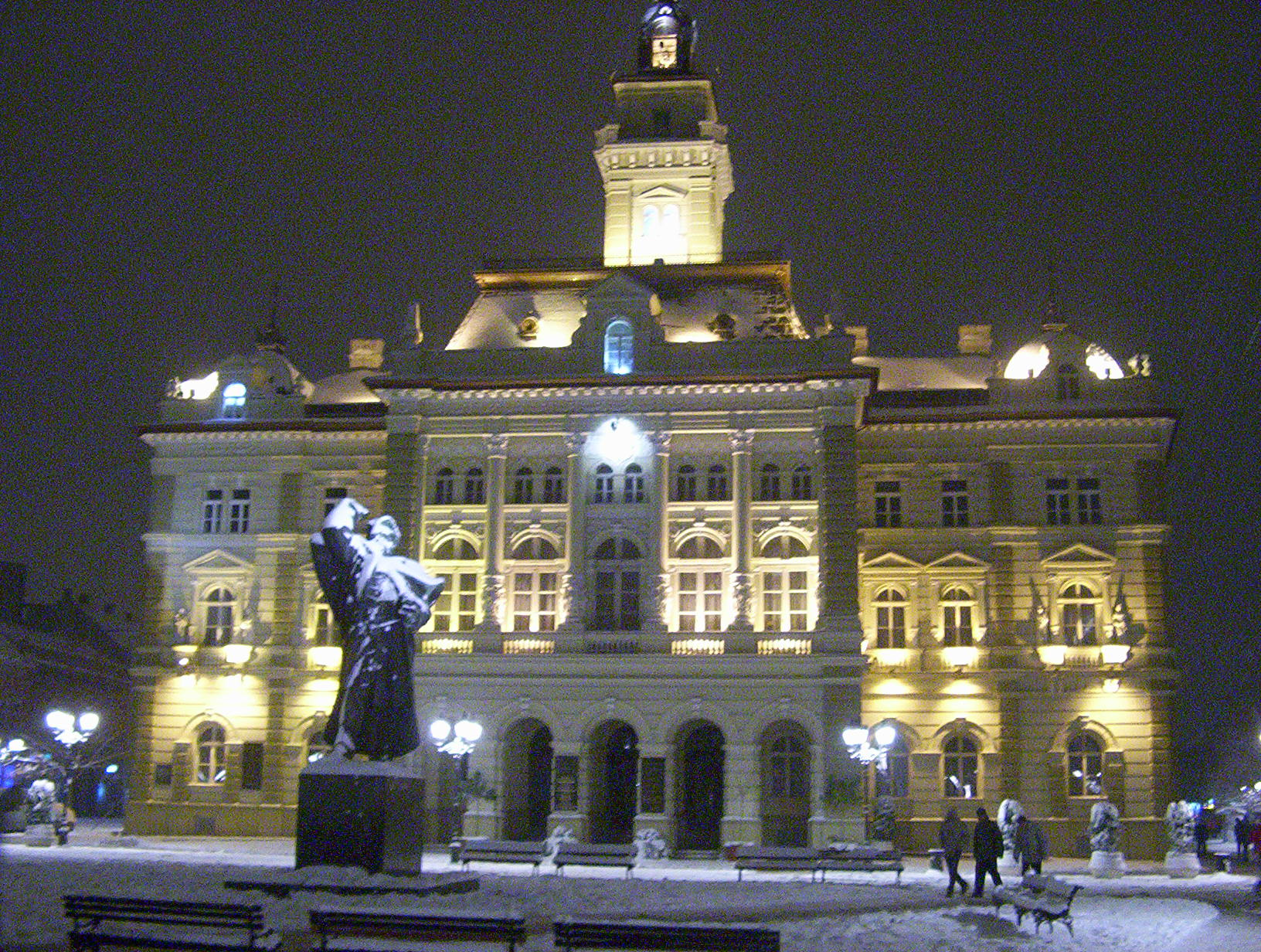
Ratusz Miejski nocą
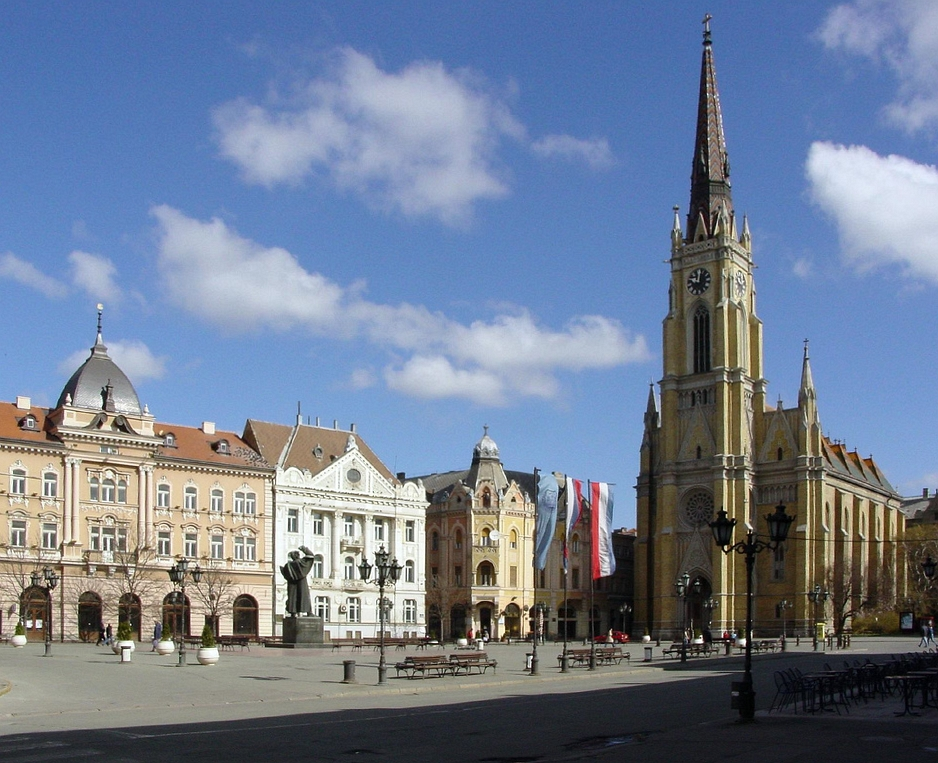
Centrum miasta
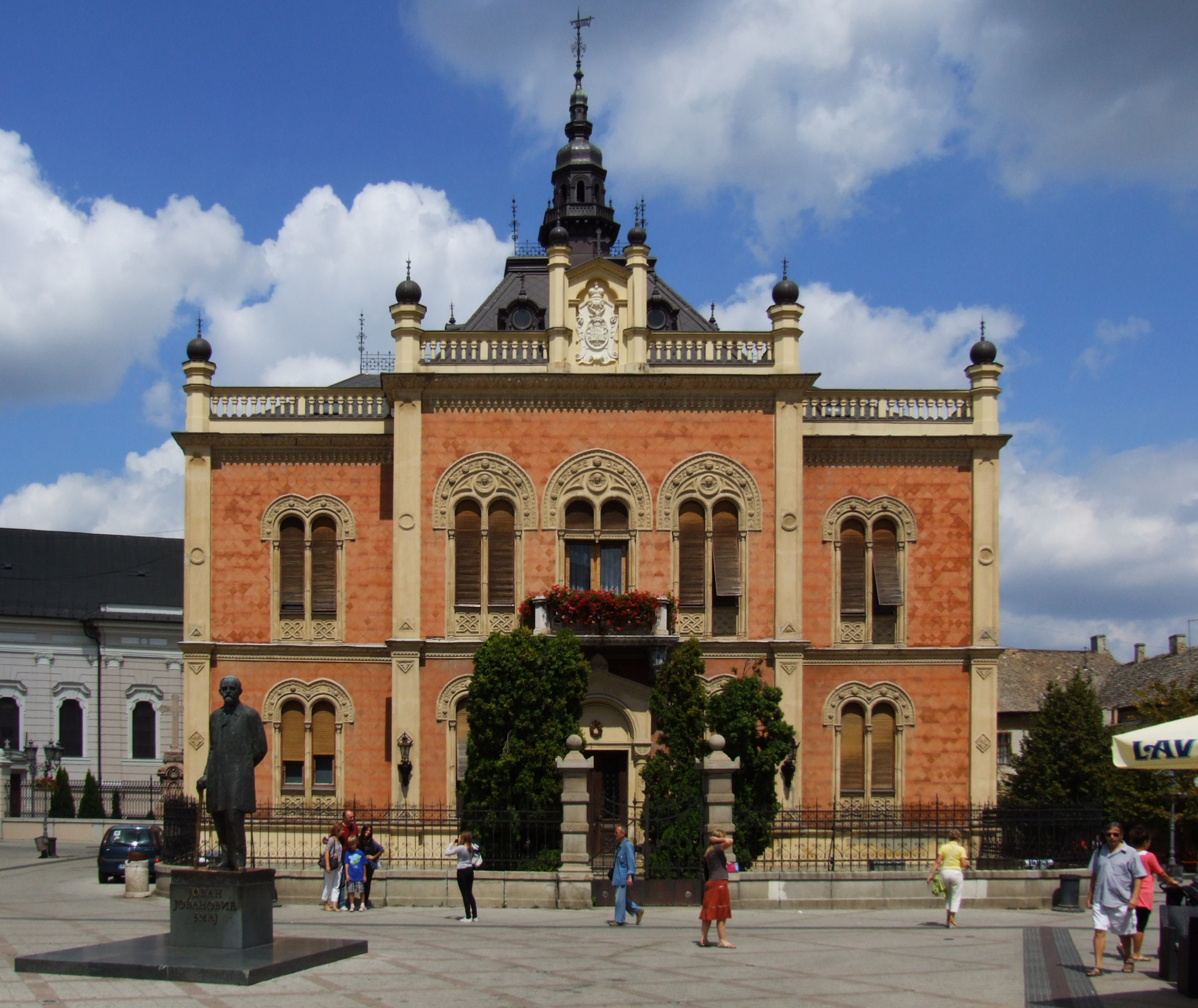
Pałac biskupi
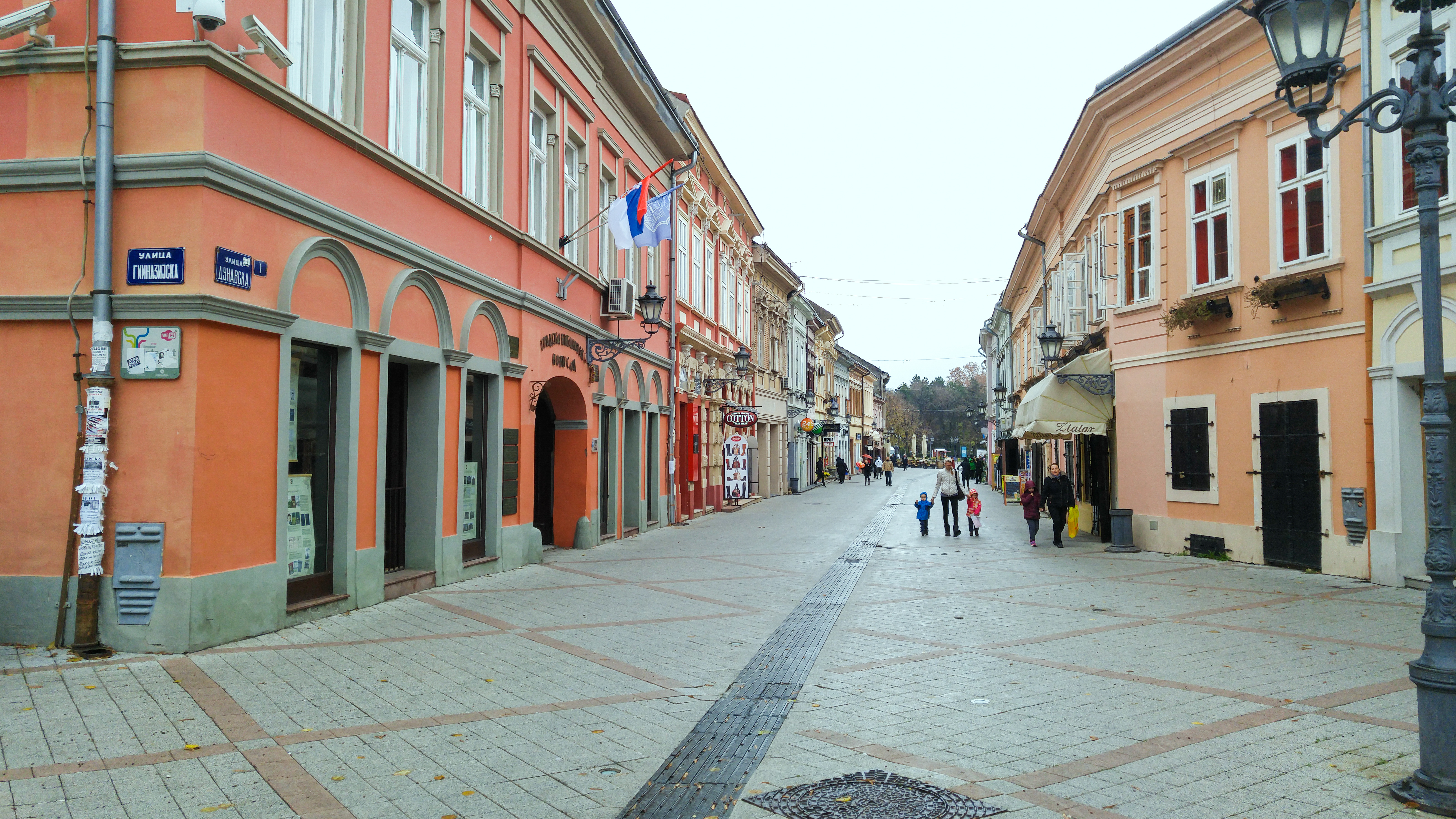
Ulica Dunajska
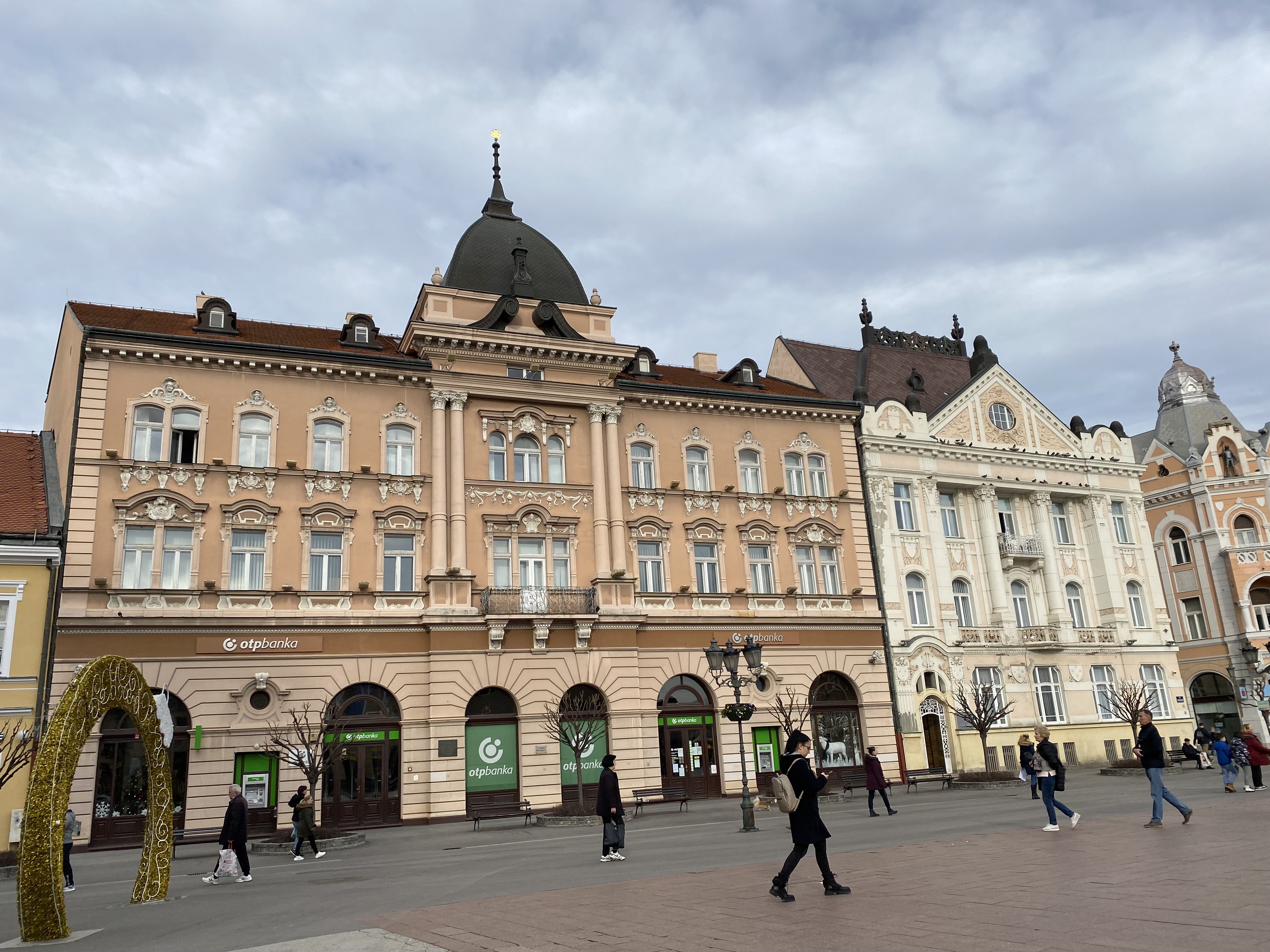
Plac Wolności
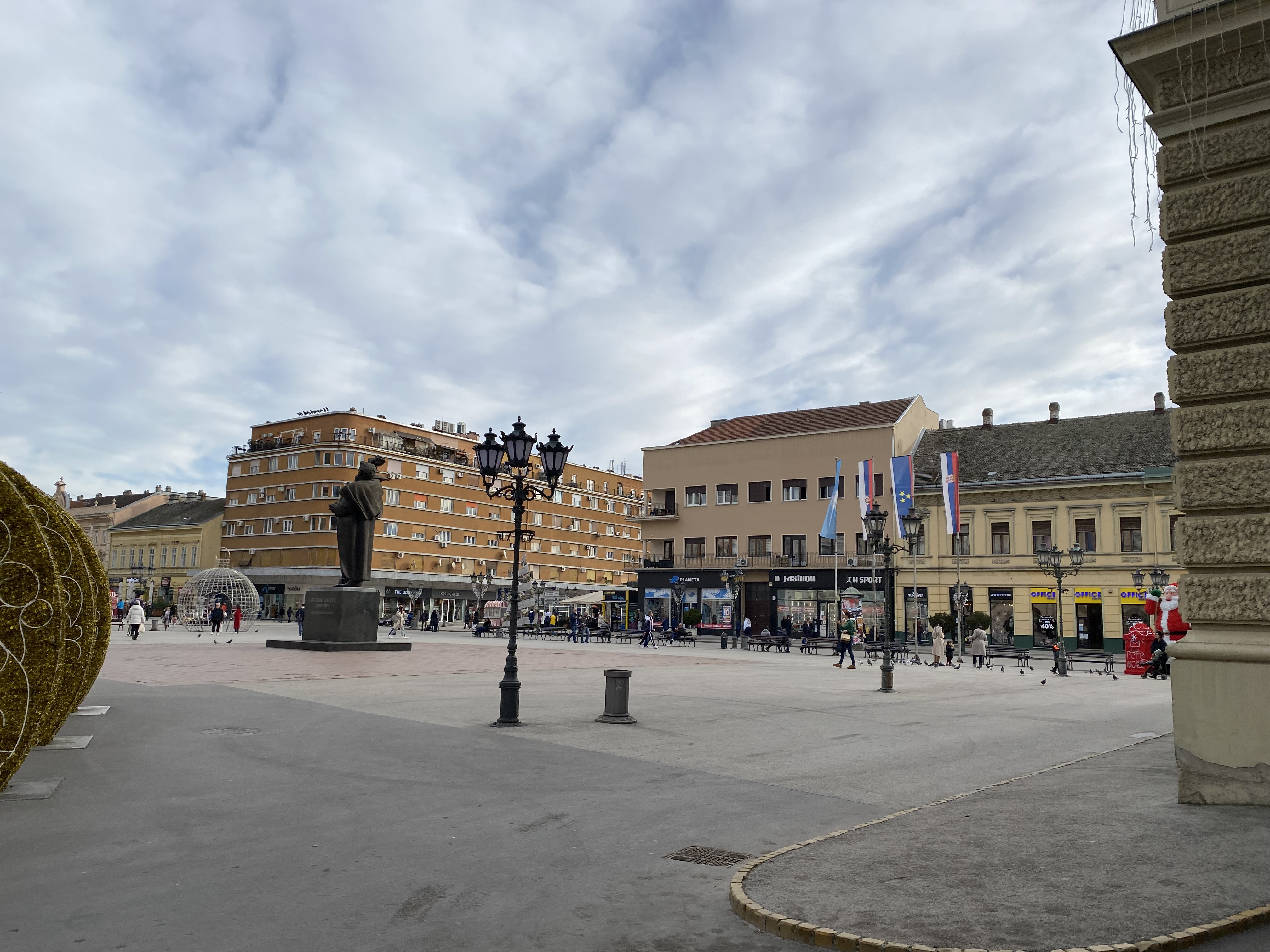
Plac Wolności
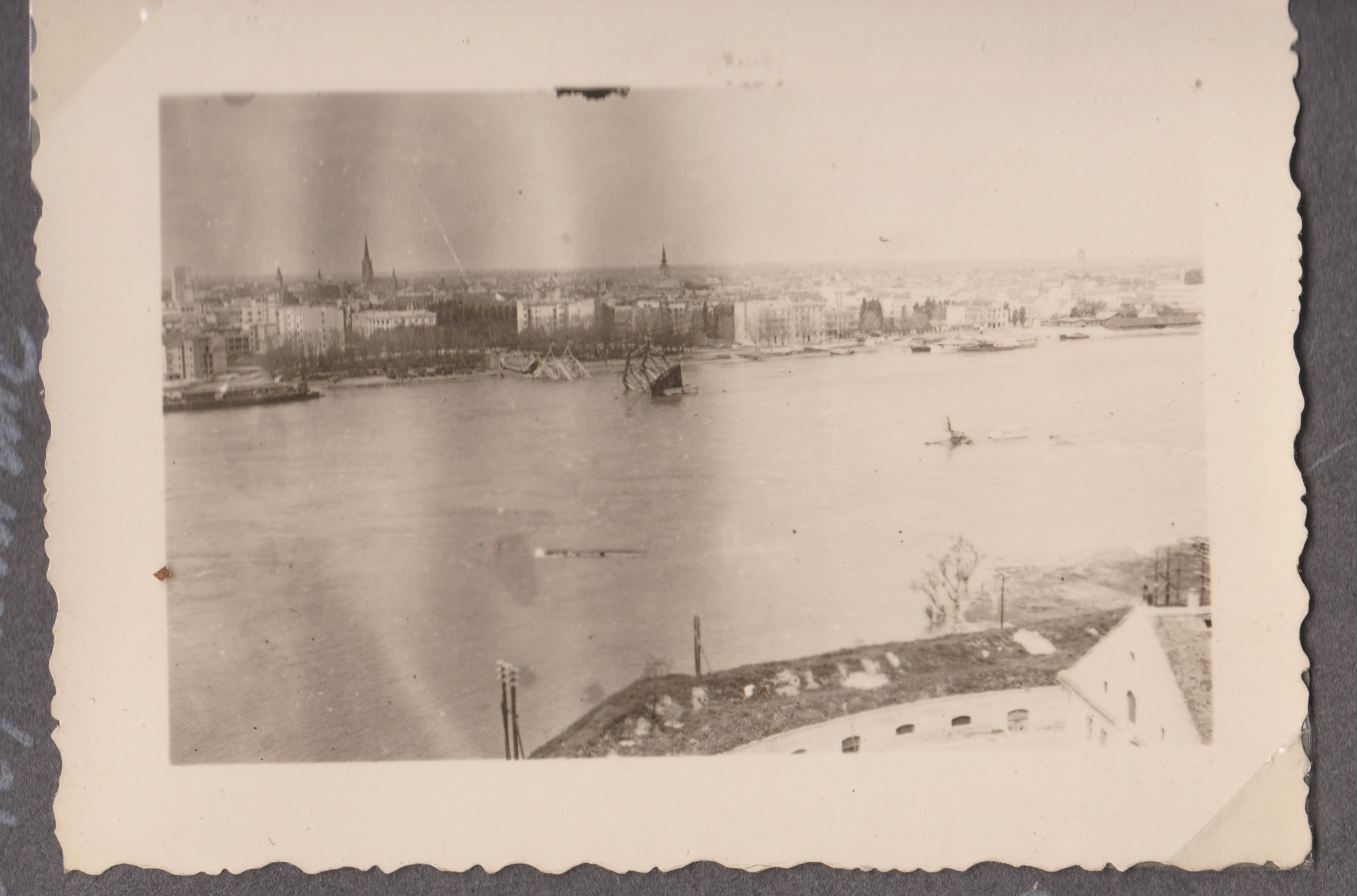
Widok na Nowy Sad z twierdzy Petrovaradin (30 czerwca 1941)
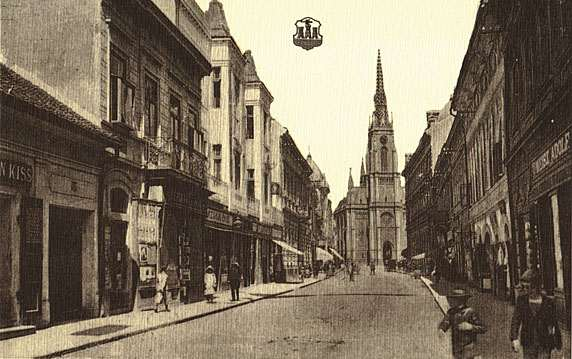
Nowy Sad w 1920 roku